# Щільність популяції
Щільність популяції — відносна величина, що виражає число особин (тварин, рослин, мікроорганізмів) у розрахунку на одиницю об'єму (води, повітря або ґрунту) або поверхні (ґрунту або дна водойми).
Щільність популяції — важливий екологічний показник просторового розміщення співчленів популяції, а також динаміки чисельності тварин, умов мінливості і прояви природного відбору. Щільність популяції визначається переважно ступенем сприятливості умов існування виду в даному біотопі або найважливішими екологічними факторами навколишнього середовища, особливо тими, що знаходяться в мінімумі і називається лімітуючими. Тому за середньою щільністю популяції можна судити щодо сприятливості місцеперебування для даного виду. За постійністю проживання в біотопі даного виду і меж коливання його чисельності в різні сезони і роки можна виділити місця тимчасового та постійного проживання (стації переживання, чи резервації, в яких зберігаються залишки популяції в особливо несприятливі роки). Стації переживання, наприклад у масових видів гризунів, зазвичай займають не більше 3-10 % заселеної ними території. Знаючи стації переживання шкідників сільського та лісового господарства, зберігачів та переносників хвороб людини і корисних тварин (в тому числі свійських), можна економно і ефективно боротися зі шкідливими тваринами в резерваціях, уникаючи таким чином забруднення і отруєння великих ділянок.
Щільність популяції і характер просторового розподілу тварин закономірно змінюються при циклічних коливаннях чисельності, регульованих відповідними популяційними механізмами. Зростання щільності популяції у більшості видів супроводжується виділенням її співчленами і накопиченням у зовнішньому середовищі продуктів обміну, в тому числі особливих сигнальних речовин, які гальмують або прискорюють ріст і розвиток, обмежують або навіть припиняють розмноження, можуть збільшувати рухливість тварин і міняти їх поведінку. В результаті при високій щільності популяції посилюється розселення і може початися масова еміграція. При зменшенні щільності популяції еміграція припиняється, а рухливість дещо падає, знову збільшуючись при надмірному розріджуванні популяції, що загрожує руйнуванням внутріпопуляціонних угруповань (сім'ї, зграї, стада, колонії і т. д.). Одночасно зростає інтенсивність розмноження.
У кожного виду в залежності від його способу життя і рухливості (сидячі, осілі або кочові, мігруючі на великі відстані) існують оптимальна щільність популяції і допустимі межі її коливань, неоднакові в різних біотопах (максимальна і мінімальна щільність популяції). У нерухомих організмів (рослини, мікроорганізми, сидячі тварини), які отримують їжу і кисень з навколишнього середовища зі струмами води, повітря, ґрунтовими розчинами, можливо, а в багатьох випадках і вигідно примикання організмів один до одного. Таке ж значення колоній або сімей у гуртових комах — бджіл, мурашок, термітів. Колоніальні гніздів'я птахів (особливо пташині базари) і колонії ссавців (ховрахів, бабаків, піщух, кажанів та ін.) також характеризуються дуже високою щільністю популяції.
Тварини більшості видів тримаються поодинці або невеликими групами (сім'ями), займаючи певні ділянки (індивідуальні або сімейні), які, як правило, примикають одна до одної, іноді частково поєднуючись або перекриваючись.
Щільність популяції, відповідна до способу життя виду та умов його існування, підтримується і регулюється багатьма механізмами, що еволюційно склалися. Головне значення має територіальність, тобто здатність освоювати і охороняти від вторгнення зайняту територію за допомогою активних дій і попереджувальних сигналів (хімічних, візуальних, акустичних тощо). Для підтримки угруповань є сигнали протилежного значення (привертають особин однієї сім'ї або стада).

## Приклад розрахунку щільності популяції
Щільність популяції людей на планеті Земля становить приблизно 14 ос./кв. км (осіб на квадратний кілометр), що розраховується шляхом ділення наведеного у Вікіпедії показника чисельності населення Землі, близько 7 млрд людей, на площу поверхні Землі, приблизно 0,5 млрд кв. км.

## Ресурси Інтернету
- Густина розміщення виду // Словник-довідник з екології : навч.-метод. посіб. / уклад. О. Г. Лановенко, О. О. Остапішина. — Херсон : ПП Вишемирський В. С., 2013. — С. 57.